# Južnotunguski jezici
Južnotunguski jezici jedna od dviju glavnih skupina tunguskih jezika koji se govore na prostorima istočne Rusije i Kine. Obuhvaća (8) jezika podijeljenih na užu jugozapadnu i jugoistočnu skupinu. Zajedno sa sjevernotunguskim jezicima čini tungusku granu altajskih jezika. 
Predstavnici su: 
a. Jugoistočni (5):
a1. Nanaj (3): nanai, orok, ulč.
a2. Udihe (2): oroč, udihe.
b. Jugozapadni (3): džurdžijanski (džurčen), mandžurski, xibe

## Vanjske poveznice
- Ethnologue (14th)
- Ethnologue (15th)